# Pieni Kiuasjärvi
Pieni Kiuasjärvi och Iso Kiuasjärvi eller Kiuasjärvet är sjöar i Finland. De ligger i kommunen Pello i landskapet Lappland, i den norra delen av landet, 700 km norr om huvudstaden Helsingfors. Kiuasjärvet ligger 204,2 meter över havet. Arean är 4,9 hektar och strandlinjen är 1,27 kilometer lång. Sjön  ingår i Torne älvs huvudavrinningsområde. 